# Santo Antônio do Norte
Santo Antônio do Norte é um distrito do município brasileiro de Conceição do Mato Dentro, no interior do estado de Minas Gerais. Segundo o censo demográfico de 2022, realizado pelo Instituto Brasileiro de Geografia e Estatística (IBGE), sua população era de 755 habitantes e havia 249 domicílios particulares permanentes ocupados. Possui área de 90,76 km² conforme a Fundação João Pinheiro (FJP).
De acordo com o IBGE, em 2010 a população era de 662 habitantes e havia 279 domicílios particulares.
Foi criado pela lei provincial nº 902 de 8 de junho de 1858, então com o nome de Tapera, passando se chamar Santo Antônio da Tapera posteriormente. Foi renomeado para Santo Antônio do Norte pela lei estadual nº 148 de 17 de dezembro de 1938.